# Sukamanah (Menes)
Sukamanah is een bestuurslaag in het regentschap Pandeglang van de provincie Banten, Indonesië. Sukamanah telt 3001 inwoners (volkstelling 2010).